# Der Führerschein (Erzählung)
Der Führerschein ist eine 1932 entstandene Erzählung von Anna Seghers. Die Erstveröffentlichung erfolgte im gleichen Jahr im Juni-Heft der Linkskurve. Anschließend arbeitete Seghers 20 Jahre weiter an dem Text, der auch in der Sammlung Der Bienenstock erschien.

## Inhalt
Nach der Schlacht um Shanghai (1932) haben die Japaner in einem Keller in Shanghai mehrere Zivilisten eingesperrt. Einer von ihnen wird von einem Offizier ausgewählt, befragt und durchsucht. Es handelt sich um Wu Pei-li, den Chauffeur eines Kaufmanns. Da man einen Führerschein bei ihm findet, wird er gezwungen, für die Japaner zu arbeiten. Er fährt einen Offizier, der ihn mit einer Pistole bedroht, zum Haus der japanischen Kommandantur, wo zwei Generalstabs-Mitglieder und ein Ordonnanzoffizier zusteigen. Er erhält den Befehl, so schnell wie möglich zu fahren. Er rast mit dem Auto durch Zhabei und einem Kanal entlang Richtung Zielort und lenkt den Wagen so, dass er in den Fluss hinein rast.

### Historischer Hintergrund
Durch Seghers chinesische Freunde lernte Seghers „sehr wahrscheinlich“ in der unter den chinesischen Studenten in Berlin sehr populären Zeitung 申報 (Shen Bao) veröffentlichten Bericht über das Selbstmordattentat des Chauffeurs Hu Amao kennen: Hu war gezwungen worden, einen japanischen Militärlastwagen mit Munition und vier Soldaten zu fahren. Unterwegs lenkte Hu Amao den Wagen mit hoher Geschwindigkeit in den Jangtse. Dieser Bericht wurde später von mehreren Zeitungen zitiert. Durch weitere Recherchen zeigt sich, dass es keinen Bericht von anderen ähnlichen Ereignissen wie diesem mit Hu Amao in dem Zeitraum vom Februar bis Mai 1932 in Schanghai gab. Daher gilt es als wahrscheinlich, dass diese Berichterstattung aus der Shen Bao die Quelle für Seghers’ Erzählung ist.

## Textanalyse
Bei Der Führerschein handelt es sich um eine auktorial erzählte Kurzgeschichte. Zeit und Ort der Handlung sind das nach Ende Januar 1932 bereits seit Tagen von japanischen Truppen besetzte Shanghai und dessen Umgebung.
Die einzige genau beschriebenen Figur der Erzählung ist Wu Pei-li, der dem Offizier wegen seiner gepflegten Kleidung auffällt, und der daher von seinen Mitgefangenen unterscheidet.

### Themen
Ähnlich wie in der Kurzgeschichte Die Stoppuhr, wo sich der Mensch dagegen wehrt, zwischen Stoppuhr hinter und vorgestrecktem eigenen Gewehrlauf vor sich zu einem ohnmächtigen Maschinerie-Teilchen zu werden, wehrt sich in Der Führerschein ein Mann dagegen, zwischen bedrohlichem Revolver hinter und Steuerrad vor ihm zu einem ohnmächtigen Maschinerie-Teilchen zu werden, wobei es sich in Der Führerschein nicht wie in Die Stoppuhr um einen „Massenkampf“ handelt, sondern um eine individuelle Auflehnung, die „die historische Bedeutung von Individuen im nationalen Kontext“ zeigt.
Die chinesische Literaturwissenschaftlerin Zhang Fan schreibt in ihrem Essay über die China-Thematik im Werk Anna Seghers, Seghers stelle in dieser Erzählung „die im kommunistischen Sinne beispielhaften Taten und Situatonen“ klar und eindeutig dar. Es gehe ihr um die Darstellung des „unbeugsamen Widerstandswillen[s] des chinesischen Volkes“, exemplarisch für die „historische Bedeutung der individuellen Bereitschaft, für den Widerstandskampf gegen die japanische Invasion das eigene Leben zu opfern“.

## Textausgaben (Auswahl)
- Der Führerschein. In: Anna Seghers: Erzählungen 1926–1944. (= Gesammelte Werke in Einzelausgaben, Band 9.) 2. Auflage. Aufbau-Verlag, Berlin 1981. S. 186–187.
- Der Führerschein. In: Anna Seghers: Erzählungen 1924–1932. (= Werkausgabe, II. Erzählungen, Band 1.) Aufbau-Verlag, Berlin 2014. ISBN 978-3-351-03470-2. S. 191–192.

## Sekundärliteratur (Auswahl)
- K. V. Alward: Der Führerschein, Die Stoppuhr, and other works inspired by China. In: K. V. Alward: Anna Seghers and Socialist Realism. (Doktorarbeit.) McGill University, Montreal 1972. S. 109–111. (pdf).
- Weijia Li: „Der Führerschein“ und der Widerstandskampf gegen die japanische Invasion. In: Weijia Li: Anna Seghers´ China-Begegnung in ihrem Leben und ihren Werken. (Doissertation.) Ohio State University, Columbus OH 2009. S. 129–134 (pdf).